# Democrinus parfaiti
Democrinus parfaiti is een haarster uit de familie Bourgueticrinidae.
De wetenschappelijke naam van de soort werd in 1883, tegelijk met die van het geslacht, gepubliceerd door Edmond Perrier.
De zeelelie werd in 1882 door Perrier gevonden voor de kust van Marokko op een diepte van 1900 meter tijdens een tocht met het Franse diepzeeonderzoeksschip Travailleur. Perrier vernoemde de soort naar T. Parfait, die tijdens die reis de commandant van de Travailleur was.